# Новая волна 2008
Но́вая волна́ 2008 — 7-й Международный конкурс молодых исполнителей популярной музыки «Новая волна», который проходил с 23 по 28 июля 2008 года в концертном зале «Дзинтари», Юрмала.
Победителем конкурса стал грузинский дуэт «Georgia», второе место заняла российская певица Ирис, третье — представитель Италии Алессандро Ристори. Призовой фонд конкурса составил $200 000. Участники, занявшие первые три места в конкурсе, получили дипломы и денежные призы в размере 70 тысяч долларов США, 40 тысяч долларов США и 30 тысяч долларов США.
Специальный приз Аллы Пугачёвой «Золотая звезда Аллы», получили представитель Кыргызстана Омар и Иван Вабищевич из Белоруссии. Приз зрительских симпатий был присвоен исполнителю из Армении Мгеру. Приз администрации города Юрмала получил представитель Латвии Dons, а приз от телеканала МУЗ-ТВ — украинская группа «Заклёпки».

## Участники
| Имя, Фамилия               | Страна     |
| -------------------------- | ---------- |
| Alessandro Ristori         | Италия     |
| Simon Novsky               | Германия   |
| Sofia Zida                 | Финляндия  |
| Мика Ньютон                | Украина    |
| Jancynthe                  | Канада     |
| Нюша                       | Россия     |
| Группа «Nokaut»            | Македония  |
| Группа «Заклёпки»          | Украина    |
| Донс                       | Латвия     |
| Влади                      | Израиль    |
| Ирис                       | Россия     |
| Мгер                       | Армения    |
| Омар                       | Кыргызстан |
| Дуэт «Georgia»             | Грузия     |
| Иван Вабищевич (Дядя Ваня) | Беларусь   |
| Елена Максимова            | Россия     |
| Группа «China Town»        | Казахстан  |

## Результаты[2]
| Страна     | Исполнитель         | Всего баллов | Место |
| ---------- | ------------------- | ------------ | ----- |
| Грузия     | Дуэт «Georgia»      | 352          | 1     |
| Россия     | Ирис                | 350          | 2     |
| Италия     | Alessandro Ristori  | 347          | 3     |
| Латвия     | Донс                | 342          | 4     |
| Армения    | Мгер                | 341          | 5     |
| Украина    | Группа «Заклёпки»   | 333          | 6     |
| Россия     | Нюша                | 328          | 7     |
| Израиль    | Влади               | 326          | 8     |
| Кыргызстан | Омар                | 325          | 9     |
| Германия   | Simon Novsky        | 323          | 10    |
| Россия     | Елена Максимова     | 322          | 11    |
| Украина    | Мика Ньютон         | 314          | 12    |
| Казахстан  | Группа «China Town» | 309          | 13    |
| Беларусь   | Дядя Ваня           | 302          | 14    |
| Финляндия  | Sofia Zida          | 300          | 15    |
| Македония  | Группа «Nokaut»     | 299          | 16    |
| Канада     | Jancynthe           | 296          | 17    |

## Жюри конкурса
- Раймонд Паулс — сопредседатель
- Игорь Крутой — сопредседатель
- Лайма Вайкуле
- Константин Меладзе
- Николай Басков
- Валерий Меладзе
- Валерия
- Макс Фадеев
- Фёдор Бондарчук
- Леонид Агутин
- Игорь Николаев